# Mikel San José
Mikel San José Domínguez (Villava, 30 de maio de 1989) é um ex-futebolista espanhol que atuava como zagueiro.

## Títulos
Athletic Bilbao
- Supercopa da Espanha: 2015

Seleção Espanhola
- Eurocopa Sub-19: 2007
- Eurocopa Sub-21: 2011